# Bob Mendes
David (Bob) Mendes (Antwerpen, 15 mei 1928 – aldaar, 1 oktober 2021) was een Vlaams schrijver van misdaadromans.

## Afkomst en jeugd
Mendes werd geboren in Antwerpen. Zijn familie is van Portugees-Joodse afkomst. Via de diamanthandel zijn zij als Sefardische Joden eerst in Amsterdam, later in Antwerpen terechtgekomen. Tijdens de Tweede Wereldoorlog koos hij ervoor om zijn Joodse voornaam David te verdoezelen en liet hij zich 'Bob' noemen. Toen hij op latere leeftijd begon te publiceren als schrijver, gebruikte hij dan ook die naam.

## Studies
Op vijftienjarige leeftijd onderbrak Mendes wegens oorlogsomstandigheden zijn middelbare studies om uit werken te gaan. Na elf jaar avondstudie en zelfonderricht in accountancy, fiscaliteit en economische wetenschappen behaalde hij het diploma van gegradueerde in de boekhoudkunde. In 1963 werd hij erkend als effectief lid (thans erelid) van het Nationaal College van Accountants van België. Sinds de invoering van de beschermde titel van accountant werd hij opgenomen in de lijst van de 'externe accountants' door IDAC, het Instituut der Accountants (thans erelid).

## Beroep
Als extern accountant en belastingconsulent stond hij aan het hoofd van een belangrijk accountantskantoor. Tevens was hij controlerend accountant in maritieme en commerciële Belgische en multinationale ondernemingen. Hij wijdde zich op het einde van zijn leven geheel aan de faction-thriller. Hoewel hij vooral bekend is van deze misdaadverhalen, debuteerde Mendes in 1984 met een dichtbundel, Met rook geschreven.

## Prijzen
- De Gouden Strop 1993 - Nederlandse literaire prijs voor het spannendste boek voor de roman Vergelding (1992)
- De Gouden Strop 1997 - Nederlandse literaire prijs voor het spannendste boek voor de roman De kracht van het vuur (1996)
- Cultuurprijs 1999 van de gemeente Schoten (België)
- Winnaar van de Crime Short Story Competition 'Atanas Mandadjiev' met Dirty Dancing (2003)
- De Diamanten Kogel 2004 - Vlaamse literaire prijs voor het spannendste boek (in de Nederlandse taal) voor Medeschuldig" (2003)

### Andere onderscheidingen
- 1995: Lezing in de Library of Congres in Washington voor het Archive of World Literature on Tape (na Hugo Claus, Cees Nooteboom en Gerrit Kouwenaar)
- 1999: eregast van het Internationaal Forum van de Frankfürter Buchmesse als Belgische vertegenwoordiger van de Nederlandstalige misdaadliteratuur
- 2000: ter gelegenheid van het verschijnen van deel 200 van Het Beste Boek wordt door Readers Digest de novelle Stukken van mensen uitgegeven als premieboek voor haar lezers

### Poëzie
- Met rook geschreven (Contramine, 1984 )
- Alfa en Omega (Contramine, 1987)
- Beste wensen  (Abimo Uitgeverij, Waasmunster 1999)

### Romans
- Bestemming terreur (Facet, Antwerpen 1986)
- Een dag van schaamte, ook wel Dag van schaamte (Manteau, Antwerpen 1988)
- Het chunnelsyndroom (Manteau, Antwerpen 1989)
- De vierde soera (Manteau, Antwerpen 1990)
- De fraudejagers (Manteau, Antwerpen 1991)
- Vergelding (Manteau, Antwerpen 1992)
- Rassen/Rellen (Manteau, Antwerpen 1993)
- Link (Manteau, Antwerpen 1994)
- De kracht van het vuur (Manteau, Antwerpen 1996)
- De kracht van het ijs (Manteau, Antwerpen 1998)
- De kracht van het ijs (Verdichte versie Nederland; Manteau, Antwerpen 1998)
- De smaak van vrijheid (Manteau, Antwerpen 1999
- Twee Misdaadromans (Het chunnelsyndroom + Rassen/Rellen; The House of Books 2000)
- Bloedrecht (Manteau, Antwerpen 2001)
- Medeschuldig (Manteau, Antwerpen 2003)
- De kracht van het bloed (Manteau, Antwerpen 2005)
- Stukken van mensen (Manteau, Antwerpen 2005)
- Vermoorde onschuld (Manteau, Antwerpen 2006)
- Overspel (Manteau, Antwerpen 2007)
- Vuil geld (Manteau, Antwerpen 2009)
- Scherprechter (Manteau, Antwerpen 2010)
- Top Secret (Manteau, Antwerpen 2011)
- Bloed, zweet en tranen (roman 367p, Manteau, Antwerpen 2013)

### Korte verhalen en verhalenbundels
- Schuld, Het Laatste Nieuws 1992
- Kwestie van geld, in Spannend gebundeld 1994, Meulenhoff, Amsterdam 1994
- De onbillijke burgemeester in Marie Claire november 1994
- De geesten van de gele bladeren in Spannend gebundeld 1995, Meulenhoff Amsterdam 1995
- Meedogenloos verhalenbundel, Manteau, Antwerpen 1995
- Grote verzoendag in Spannend gebundeld 1996Meulenhoff Amsterdam 1996
- Misdaad en meesterschap verhalenbundel, Manteau, Antwerpen 1997
- Stukken van mensen pocket, bijlage bij Goed Gevoel, januari 1999
- Verslag aan de Koning verhalenbundel, Manteau, Antwerpen 1999
- Nobele doeleinden in Fatale verhalen, Bruna , Utrecht 1999
- Stukken van mensen gepersonaliseerde editie Standaard Boekhandel, december 1999
- Grote verzoendag in Ché N°1 Maart 2000
- Het aandeel van Sam Keizer in Met ingehouden adem Bruna, Utrecht 2000
- Dirty Dancing verhalenbundel, The House of Books, Antwerpen 2000
- De beste misdaadverhalen uit Vlaanderen samensteller bloemlezing met twee eigen verhalen: Diamonds are forever en De modekoning Manteau, Antwerpen 2002
- Bob Mendes, Meester in Misdaad essay door Henri-Floris Jespers, Manteau Antwerpen, 2005
- Spannende Verhalen verhalenbundel , Manteau, Antwerpen 2004
- Dansen op de rand van de afgrond in Doorgeladen De Bezige Bij, Amsterdam 2006
- De Tungsten Connectie - een Sam Keizerverhaal in Summercrime, Lebowski, Amsterdam 2009
- Spoor van vuur wisselthriller(met Deflo, Monfils, Vekeman, Abel), Manteau/Grimbergen 2013
- Signature de Feu wisselthriller (met Deflo, Monfils, Vekeman, Abel) Manteau/Grimbergen

### Toneel, radio en televisie
- De provokatie, verhaal van tweemaal vier minuten, uitgezonden in levenden lijve (Radio 1) op 23 mei 1998
- Kwestie van geld toneelstuk in vier bedrijven, 2000
- Het Virus toneelstuk in vier bedrijven naar de roman Link, 2001, gespeeld door Theater De Peoene (Mechelen, 2001) en door Het Noordtheater (Antwerpen, 2002)
- Memory Lane, kort hoorspel, 2001, uitgezonden door VRT op 12 mei 2001
- Benjamin Mendes, in Verloren Land, uitgezonden door Canvas, VRT2 op 9 juni 2009

### Journalistieke bijdragen en boekbesprekingen
- Maandelijkse boekbesprekingen in maandblad Sodipa, jaargangen 1990 en 1992
- Over spanning en intrige in Kreatief, jaargang 25, nummer 3/4, oktober 1991
- De geesten van de gele bladeren reisreportage in UITMagazine, juli-augustus 1992
- De schrijver als dissident in Bzzlletin Literair Magazine, jaargang 23, september 1993
- Goochelen met miljoenen in Gazet van Antwerpen, 1 november 2000
- Driemaandelijkse boekbesprekingen in ECI-gids, jaargangen 1999 tot 2003

### Vertaalde romans
- Vengeance (Vergelding) Intercontinental Publishing, VS 1995
- Cybermafia (Link) Knaur, Duitsland 1997
- Kusi Lidi (Stukken van mensen) Cinemax, Tsjechië 1998
- Die Kraft des Feuers(De kracht van het vuur) Verlaghaus N°8,Duitsland 2000
- La force du feu (De kracht van het vuur) Wilquin, België/Frankrijk 2002
- Der Geschmack der Freiheit (De smaak van vrijheid), Verlaghaus N°8, Duitsland 2002
- The Chunnel Syndrome (Het chunnel syndroom) Pendulumpress VS 2003
- Les Diamants du sang(Bloedrecht)Wilquin België/Frankrijk 2004
- Don’t trust computers (Link), BG Publication, Bulgarije 2004
- CHUŤ SVOBODY (De smaak van vrijheid) Mlada Fronta, Tsjechië 2006

### Vertaalde korte verhalen
- La última visita (De laatste bezoeker),Crimen Intern.Zaraguza, Spanje 1997
- Report to the king (Verslag aan de koning), Hawakawa’s Mystery M, Japan 1999
- Tooth marks (Afdrukken van tanden), in Death by Espionage (anthologie, red. Martin Cruz Smith), Cumberland House VS 1999
- De todo corazón y una copa de rakia (Geheel en al slivova), in Escritura para un crimen (anthologie), Cism, Spanje 2001
- One dead less (Geheel en al slivova), in Anthology of crime stories, BGPublication, Bulgarije 2001
- Noble Causes (Nobele doeleinden), in The World Finest Mystery & Crime Stories (anthologie, second annual edition), Tor Books, VS 2001
- Diamanten (Diamants are forever), in Mord und Steinschlag (anthologie), Leda Verlag, Duitsland 2002
- Fleeting fashion (De modekoning), in The World Finest Mystery & Crime Stories (anthologie, fourth annual edition), Tor Books, VS 2003